# 島野村 (愛知県丹羽郡)
島野村（しまのむら）は、かつて丹羽郡に属していた村である。
現在の岩倉市西部（北島町・野寄町）に該当する。
村名は、前身となった村の名から一文字ずつとった合成地名である。

## 歴史
- 1889年（明治22年）10月1日 - 町村制の施行により、北島村と野寄村が合併して発足。
- 1906年（明治39年）5月1日 - 岩倉町、豊秋村と幼村（一部）と合併し、岩倉町が発足。同日島野村廃止。